# Calidota laqueata
Calidota laqueata är en fjärilsart som beskrevs av Edwards 1887. Calidota laqueata ingår i släktet Calidota och familjen björnspinnare. Inga underarter finns listade i Catalogue of Life.